# Bir Chouhada
Bir Chouhada là một đô thị thuộc tỉnh Oum el Bouaghi, Algérie. Dân số thời điểm năm 2002 là 8.356 người.